# Represa de Salto Grande (Brasil)
La represa Lucas Nogueira Garçez o Salto Grande es una pequeña represa situada sobre el río Paranapanema, a pocos kilómetros al noroeste de la ciudad de Salto Grande, estado de São Paulo, Brasil.
La misma fue inaugurada en 1959, posee 4 turbinas tipo Kaplan con una potencia total instalada de 84 MW y su embalse ocupa 12 km².